# Communauté de communes des Trois Rivières du Verdunois
La communauté de communes des Trois Rivières du Verdunois est une ancienne communauté de communes française, située dans le département de Saône-et-Loire en région Bourgogne, qui a existé de 1995 à 2013.

## Composition
Elle était composée des communes suivantes :
1. Allerey-sur-Saône
2. Les Bordes
3. Bragny-sur-Saône
4. Charnay-lès-Chalon
5. Ciel
6. Clux
7. Écuelles
8. Longepierre
9. Mont-lès-Seurre
10. Navilly
11. Palleau
12. Pontoux
13. Saint-Gervais-en-Vallière
14. Saint-Martin-en-Gâtinois
15. Saunières
16. Sermesse
17. Toutenant
18. Verdun-sur-le-Doubs
19. Verjux
20. La Villeneuve

## Historique
Créée par arrêté préfectoral du 26 décembre 1994, elle entre en vigueur le 1er janvier 1995.
Le 1er janvier 2014, elle fusionne avec la communauté de communes Saône et Bresse pour former la Communauté de communes Saône Doubs Bresse.

## Sources
- Le SPLAF (Site sur la Population et les Limites Administratives de la France)
- La base ASPIC